# Barco de Oseberg
El barco de Oseberg es un barco vikingo descubierto en un extenso montículo funerario cerca de la granja Oseberg, en la región de Tønsberg (Vestfold, Noruega). Fue desenterrado por el arqueólogo sueco Gabriel Gustafson y el arqueólogo noruego Haakon Shetelig entre 1904 y 1905. El barco y su contenido pueden visitarse en el Museo de barcos vikingos de Oslo.

## El barco

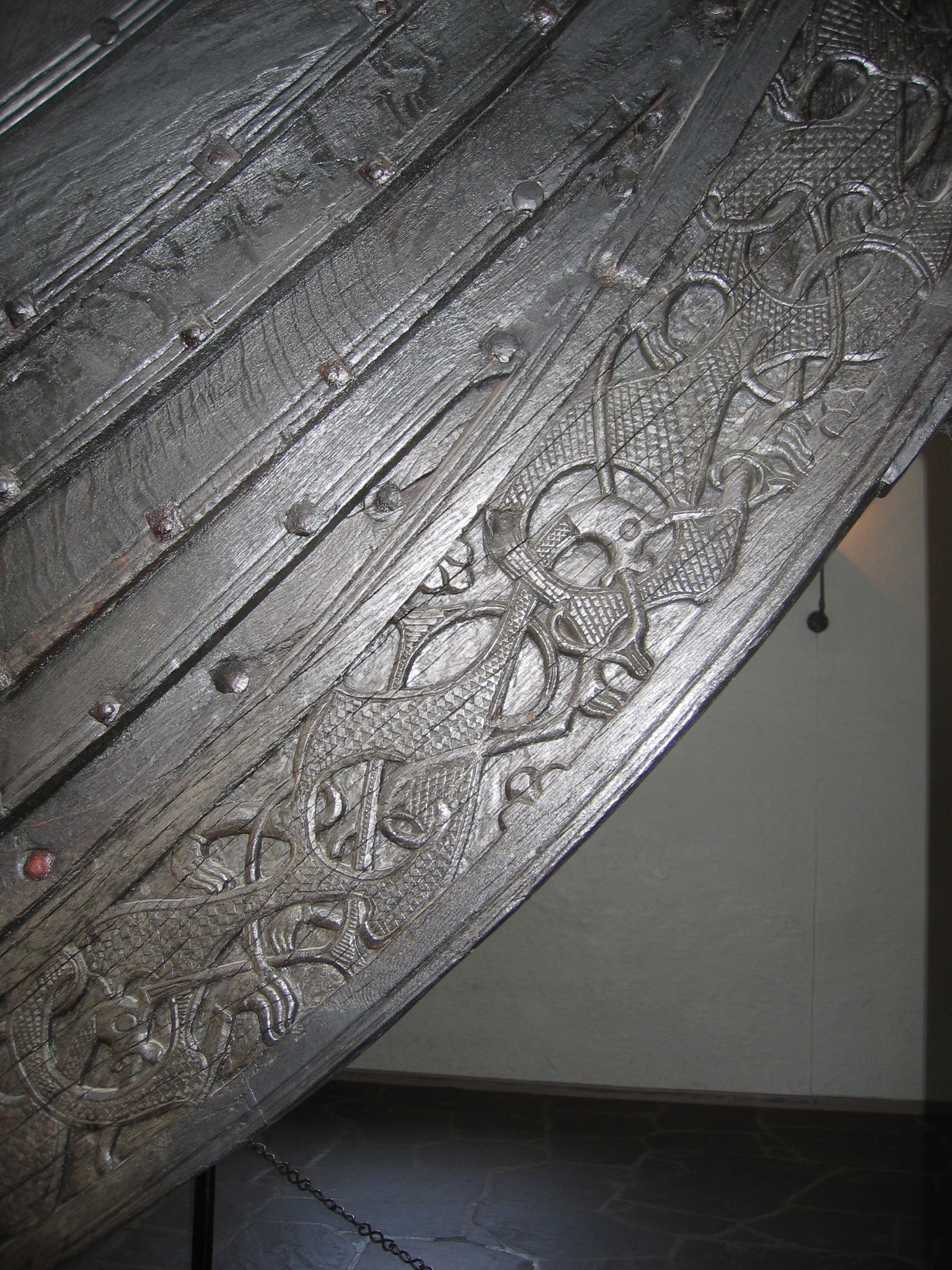
Detalle del barco de Oseberg.

Se compone de planchas clavadas, casi todas de roble. Sus dimensiones son 22 metros de eslora por 5 de manga, con un mástil de unos 9-10 metros. Con una vela de aproximadamente 90 m², el barco podía alcanzar una velocidad de 10 nudos. Tenía cabida para 30 remeros (cada lado del navío revela 15 huecos para los remos). Además se encuentra un amplio timón y un ancla de hierro. La proa y la popa del navío están esculpidas de forma elaborada, en un estilo que se ha dado en llamar "de Oseberg". El barco se construyó en 820 y fue utilizado para su función principal durante varios años antes de servir como sepultura. Aunque apto para la navegación, el barco es bastante frágil, lo que hace pensar que debía utilizarse sólo para trayectos por la costa.

## Los esqueletos

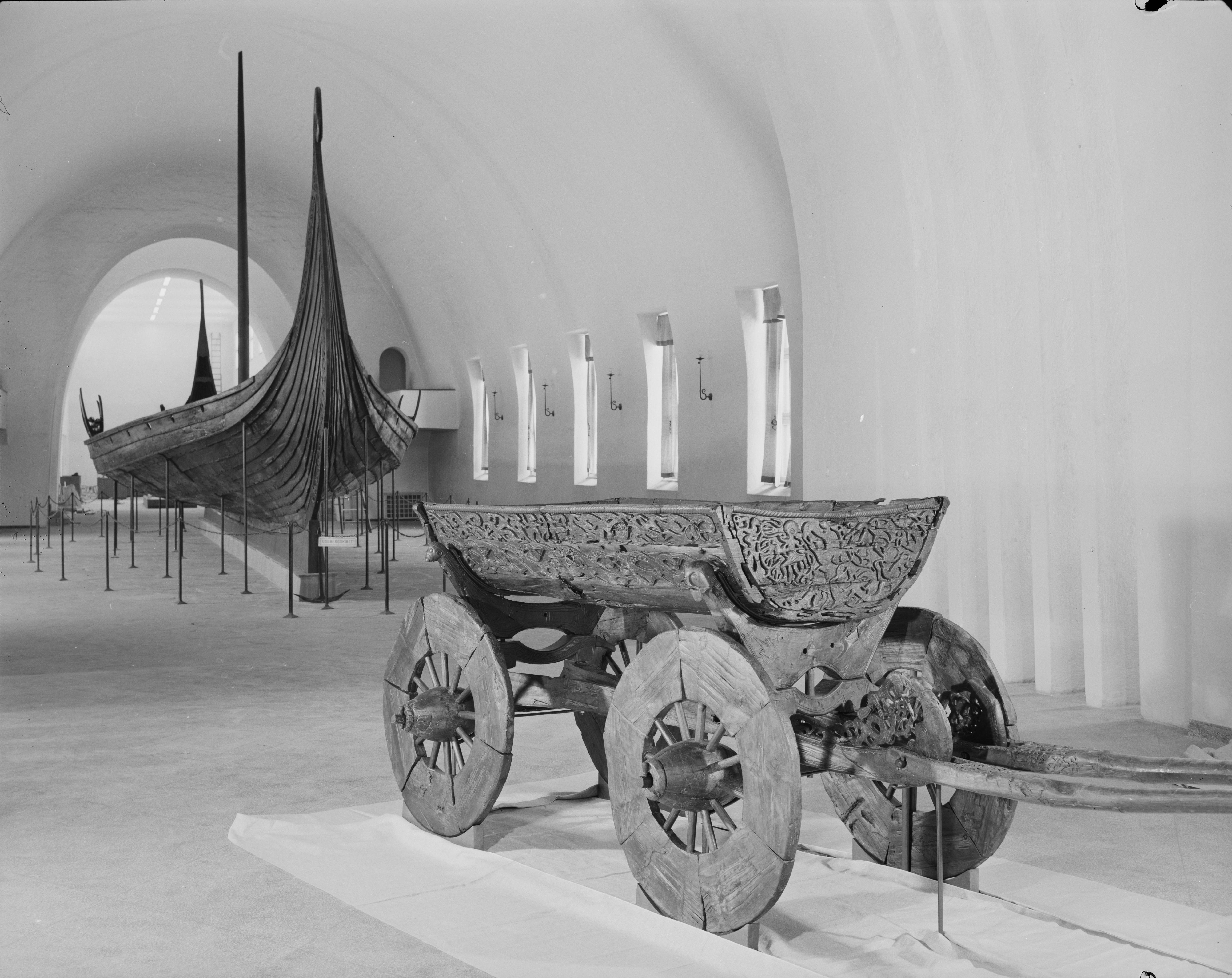
Carro vikingo encontrado en el barco de Oseberg.

Se han encontrado en la tumba los esqueletos de dos mujeres. Una, de unos de 60-70 años, padecía una artritis severa, además de otras enfermedades; la otra tenía unos 25-30 años. No se sabe a ciencia cierta quién de las dos era la de jerarquía superior o si una fue sacrificada acompañando a la otra en su muerte. La opulencia y el contenido de la tumba sugieren que se trataba de una persona de gran importancia. El análisis dendrocronológico de los troncos de la sepultura datan el entierro en otoño de 834. Aunque la identidad de la mujer de rango elevado sea desconocida, se ha sugerido que fuera la reina Åsa de la dinastía Ynling (véase los reinos vikingos de Noruega y la lista de reyes de Noruega), madre de Halfdan el Negro y abuela de Harald I de Noruega. Actualmente se rechaza esta teoría y se propone que podría tratarse de una sacerdotisa. Aunque no se ha podido determinar este hecho, los objetos recientemente encontrados han dado una nueva perspectiva al descubrimiento.

## Los objetos
La sepultura fue profanada en la antigüedad, ya que faltan los metales preciosos. Sin embargo, gran número de objetos usuales y otros artefactos fueron encontrados durante las excavaciones de 1904-1905. Entre ellos había cuatro trineos con decoración muy elaborada, un carro de caballos de madera de cuatro ruedas ricamente esculpido, pies de cama y baúles de madera. También se hallaron algunos enseres domésticos y agrícolas, así como cierta cantidad de piezas textiles, como prendas de lana, de seda importada y pequeños tapices. La sepultura de Oseberg es uno de los escasos ejemplos de tejidos de la época vikinga, y el carro de madera es el único carro vikingo hallado completo hasta el presente.

## Galería

Excavación del barco de Oseberg
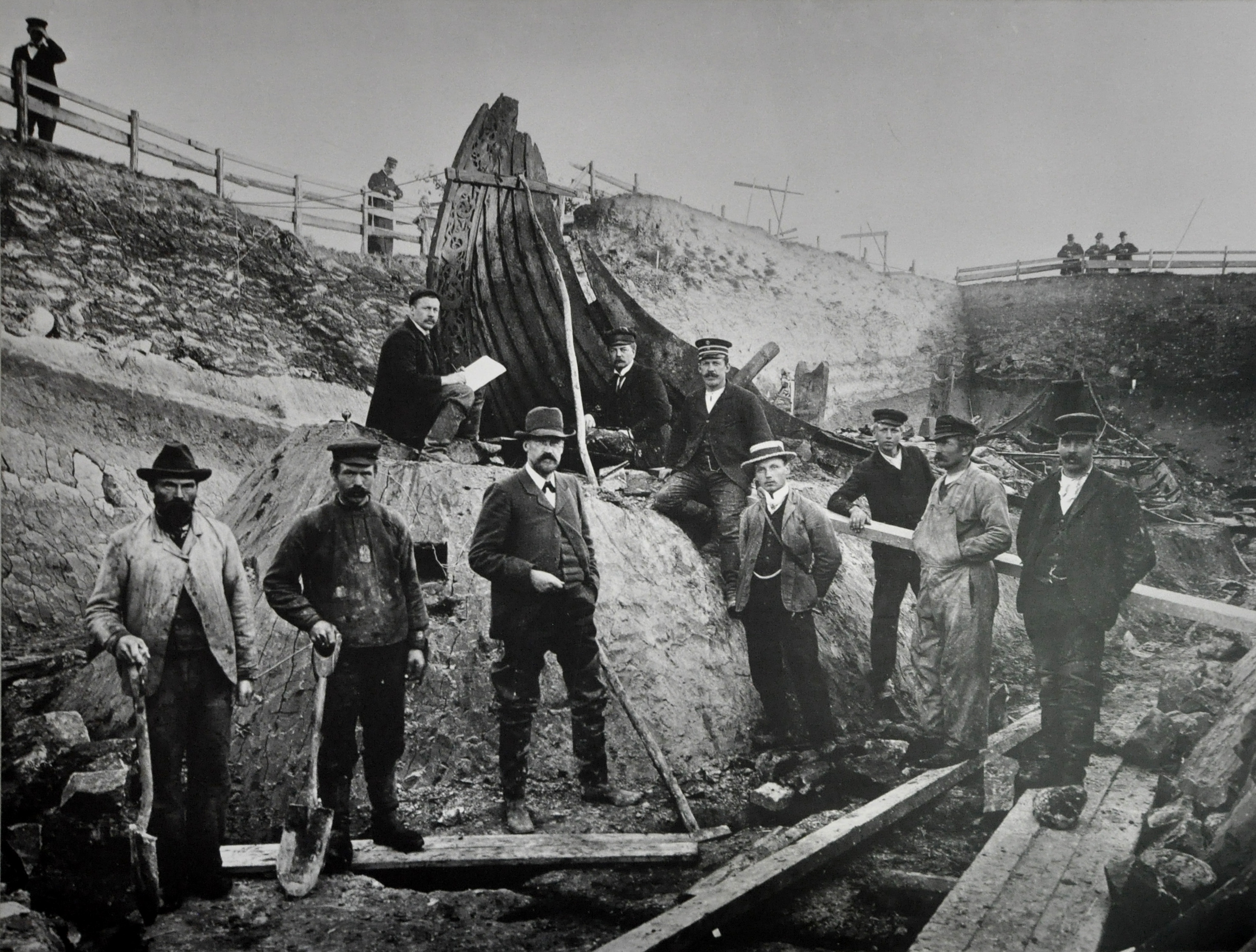
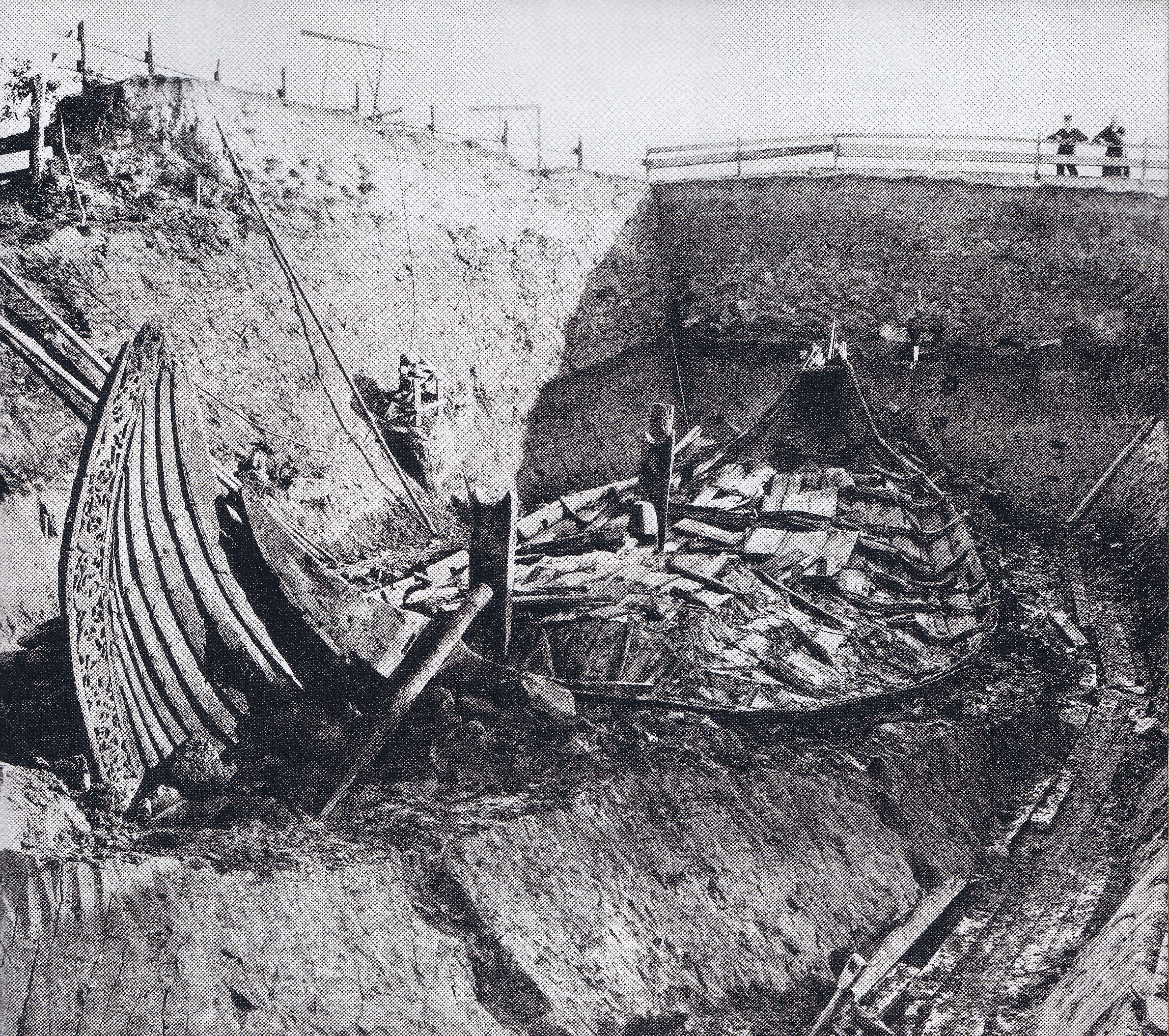
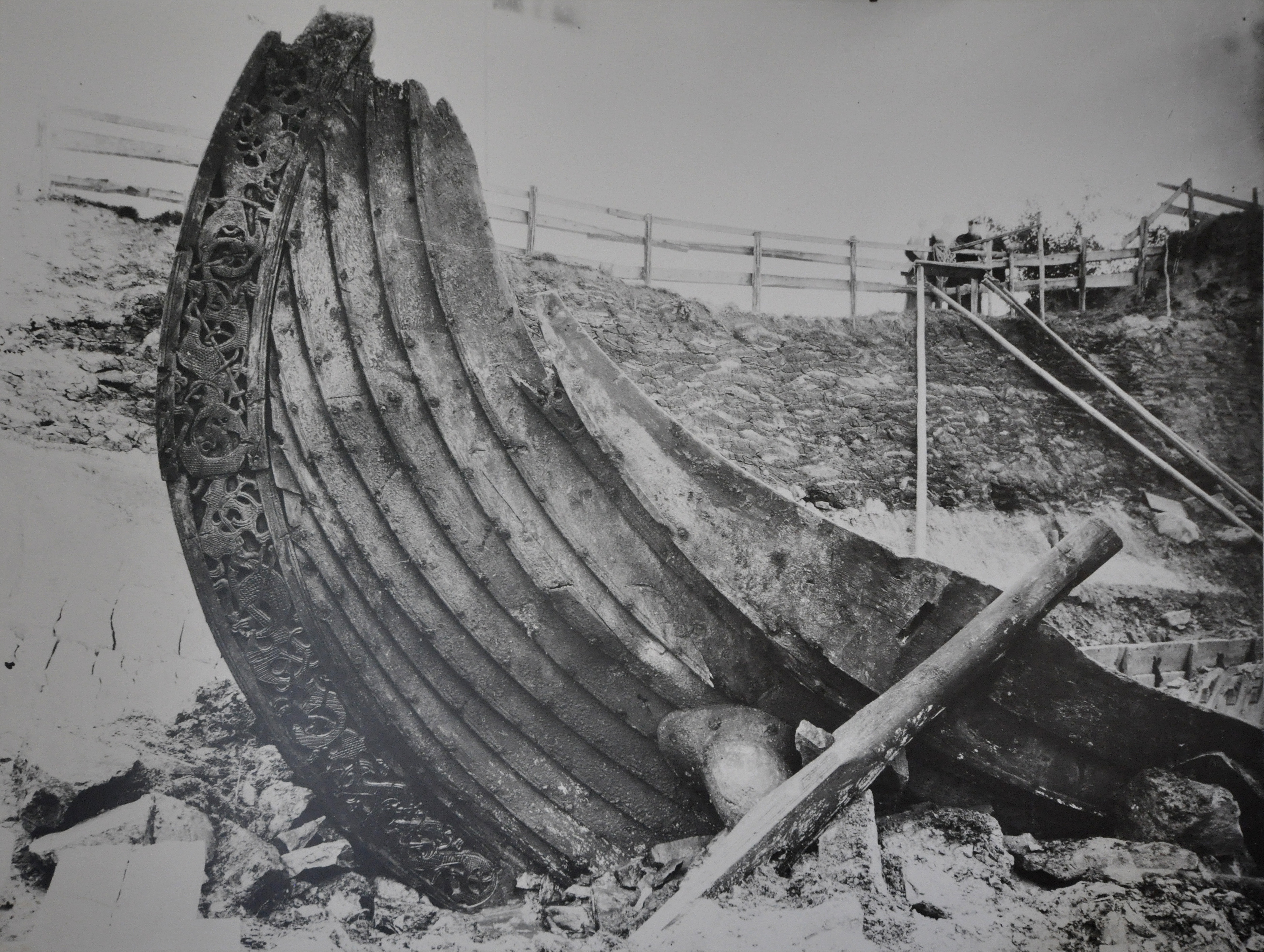